# دیتر ارلر
دیتر ارلر (به آلمانی: Dieter Erler) بازیکن فوتبال و هافبک اهل آلمان شرقی بود که از سال ۱۹۵۹ میلادی عضو تیم ملی فوتبال آلمان شرقی بوده‌است. وی در ۴۷ بازی ملی حضور داشته و در بازی‌های ملی‌اش ۱۲ گل به ثمر رساند. دیتر ارلر آخرین بازی ملی خود را در سال ۱۹۶۸ میلادی انجام داد.